# Campeonato Nacional de Futebol de Praia de 2016
O Campeonato Nacional de 2016 foi a 7ª edição da Campeonato de Elite de Futebol de Praia, desde que a prova é organizada pela FPF e o 13º torneio nacional de futebol de praia. 
O Sporting CP conquistou o seu 1º título nacional.

## Elite
A primeira fase consiste numa sistema por pontos, todos contra todos a uma mão (7 jogos cada equipa). A segunda fase é disputada na forma de play-off.

## Divisão de Elite

### 1ª fase
Jogos disputados:
1ª jornada na Praia de Buarcos na Figueira da Foz (3). Praia da Apúlia Esposende (1)
2ª jornada na Praia de Lisboa (1), Pousos, Leiria (1), Matosinhos (1), Unknown (1)
3ª jornada na Praia de Campo de Futebol de Praia da Praia do Ouro Sesimbra (4)
4ª jornada na Praia de Lisboa (1), Pousos, Leiria (1), Matosinhos (1), Loures (1)
5ª jornada na Praia da Praia da Apúlia Esposende (4)
6ª jornada na Praia da Baia Espinho (4)
7ª jornada na Praia da Baia Espinho (4)
Final, Meias Finais e Play-Out Despromoção no Parque Urbano de Albarquel, Setúbal
| Equipa                 | J | V | V+ | D | GM | GS | DG  | Pts |
| ---------------------- | - | - | -- | - | -- | -- | --- | --- |
| SC Braga               | 7 | 7 | 0  | 0 | 44 | 10 | +34 | 21  |
| Casa Benfica de Loures | 7 | 6 | 0  | 1 | 30 | 15 | +15 | 18  |
| Sporting CP            | 7 | 5 | 0  | 2 | 35 | 25 | +10 | 15  |
| CF Os Belenenses       | 7 | 3 | 0  | 4 | 13 | 23 | -10 | 9   |
| Leixões SC             | 7 | 3 | 0  | 4 | 26 | 42 | -16 | 9   |
| Varzim SC              | 7 | 2 | 0  | 5 | 29 | 38 | -9  | 6   |
| Vitória FC             | 7 | 1 | 0  | 6 | 18 | 34 | -16 | 3   |
| GRAP                   | 7 | 1 | 0  | 6 | 23 | 31 | -8  | 3   |

|                        | BRA | CBL | SPO | BEL | LEI | VAR | VFC | GRAP |
| SC Braga               | –   | 5–1 |     |     | 8–2 | 7–1 |     | 5–3  |
| Casa Benfica de Loures |     | –   |     |     | 4–5 | 5–3 | 1–2 | 3–1  |
| Sporting CP            | 1–4 | 2–3 | –   |     |     |     | 7–3 | 9–6  |
| CF Os Belenenses       | 0–7 | 0–5 | 1–2 | –   |     |     |     | 4–3  |
| Leixões SC             |     | 3–9 | 1–6 | 2–4 | –   |     |     |      |
| Varzim SC              |     |     | 7–8 | 3–2 | 6–7 | –   |     |      |
| Vitória FC             | 2–8 |     |     | 1–2 | 5–6 | 4–6 | –   |      |
| GRAP                   |     |     |     |     |     | 5–3 | 4–1 | –    |
| ---------------------- | --- | --- | --- | --- | --- | --- | --- | ---- |

- Nota: Vitória após prolongamento dá direito a 2 pontos, e após desempate por penaltis apenas 1 ponto.

### Fase Final
|  | Semifinal        | Semifinal |   |  | Final        | Final |  |
|  |                  |           |   |  |              |       |  |
|  | 20 de agosto     |           |   |  |              |       |  |
|  | CB de Loures     | 2         |   |  |              |       |  |
|  | Sporting CP      | 4         |   |  |              |       |  |
|  |                  |           |   |  |              |       |  |
|  |                  |           |   |  | 21 de agosto |       |  |
|  |                  |           |   |  | Sporting CP  | 7     |  |
|  |                  | SC Braga  | 4 |  |              |       |  |
|  |                  |           |   |  |              |       |  |
|  |                  |           |   |  |              |       |  |
|  |                  |           |   |  |              |       |  |
|  |                  |           |   |  |              |       |  |
|  | SC Braga         | 10        |   |  |              |       |  |
|  | CF Os Belenenses | 5         |   |  |              |       |  |

#### Play-Out Despromoção
|  | Play-Out Despromoção |   |
|  |                      |   |
|  | Vitória de Setúbal   | 2 |
|  | Varzim SC            | 1 |

|  | Play-Out Despromoção |   |
|  |                      |   |
|  | GRAP                 | 5 |
|  | Leixões SC           | 4 |

Varzim SC e Leixões SC despromovidos à Divisão Nacional